# 35229 Benckert
35229 Benckert è un asteroide della fascia principale. Scoperto nel 1995, presenta un'orbita caratterizzata da un semiasse maggiore pari a 2,3085894 UA e da un'eccentricità di 0,0823805, inclinata di 7,02037° rispetto all'eclittica.